# Европейска макросеизмична скала
Европейската макросеизмична скала (EMS) е скала за оценка на сеизмичната активност (силата на земетресенията), използвана в страните от Европейския съюз и другаде по света. Създадена е след като Европейската сеизмологична комисия решава да преразгледа и подобри скалата на Медведев – Шпонхойер – Карник. Обнародвана е през 1998 г. като подобрение на пробната версия от 1992 г., известна е със съкращението EMS-98.
| Степен | Описание              | Ефект върху населението                                         | Ефект върху инфраструктурата                                                                                               |
| ------ | --------------------- | --------------------------------------------------------------- | --- |
| 1      | Микроземетресения     | Не се усещат                                                    | — |
| 2      | Много слаби           | Усещат се случайно                                              | Горните етажи на сградите се клатят                                                                                        |
| 3      | Слаби                 | Усеща се леко люлеене или треперене                             | Вибрации на прозорците и вратите; висящите предмети се клатят едва забележимо                                              |
| 4      | Умерени               | Трудно се усещат извън сгради, в сгради се усещат от много хора | Прозорците, вратите и домакинската посуда трака; висящите предмети се клатят                                               |
| 5      | Силни                 | Усещат се извън сгради; спящите се събуждат                     | Сградите вибрират силно; висящите предмети се клатят силно; някои предмети падат                                           |
| 6      | Слаборазрушителни     | Хората напускат сградите                                        | Падат леки предмети; слаби повреди по сградите                                                                             |
| 7      | Разрушителни          | Хората панически напускат сградите                              | Местят се мебелите; падат тежки предмети; пукнатини по стените на сградите; леки повреди по комините                       |
| 8      | Силноразрушителни     | —                                                               | прекатурват се мебели; падат комини; големи пукнатини по стените на сградите; по-нестабилните сгради са частично разрушени |
| 9      | Деструктивни          | —                                                               | Подпорите и колоните се усукват; повечето сгради са частично разрушени, а някои от по-нестабилните са напълно разрушени    |
| 10     | Унищожителни          | —                                                               | Разрушени сгради |
| 11     | Опустошителни         | —                                                               | Голяма част от сградите са разрушени                                                                                       |
| 12     | Напълно опустошителни | —                                                               | Всички сгради намиращи се под или над земната повърхност са разрушени или непоправимо повредени                            |